# Aspitates hesperis
Aspitates hesperis är en fjärilsart som beskrevs av W. Warren 1894. Aspitates hesperis ingår i släktet Aspitates och familjen mätare. Inga underarter finns listade i Catalogue of Life.